# Église Saint-Martin de Lignières
Pour les articles homonymes, voir Église Saint-Martin.
Ne doit pas être confondu avec Église Saint-Martin de Lignières-de-Touraine.
L'église Saint-Martin est une église située à Lignières, dans le département de l'Aube en région Grand Est en France.

## Description
Période de construction du XIIe siècle, mais l'église a été reconstruite au XVIe siècle, en conservant son chœur roman. 

## Localisation
L'église est située sur la commune de Lignières, dans le département français de l'Aube.

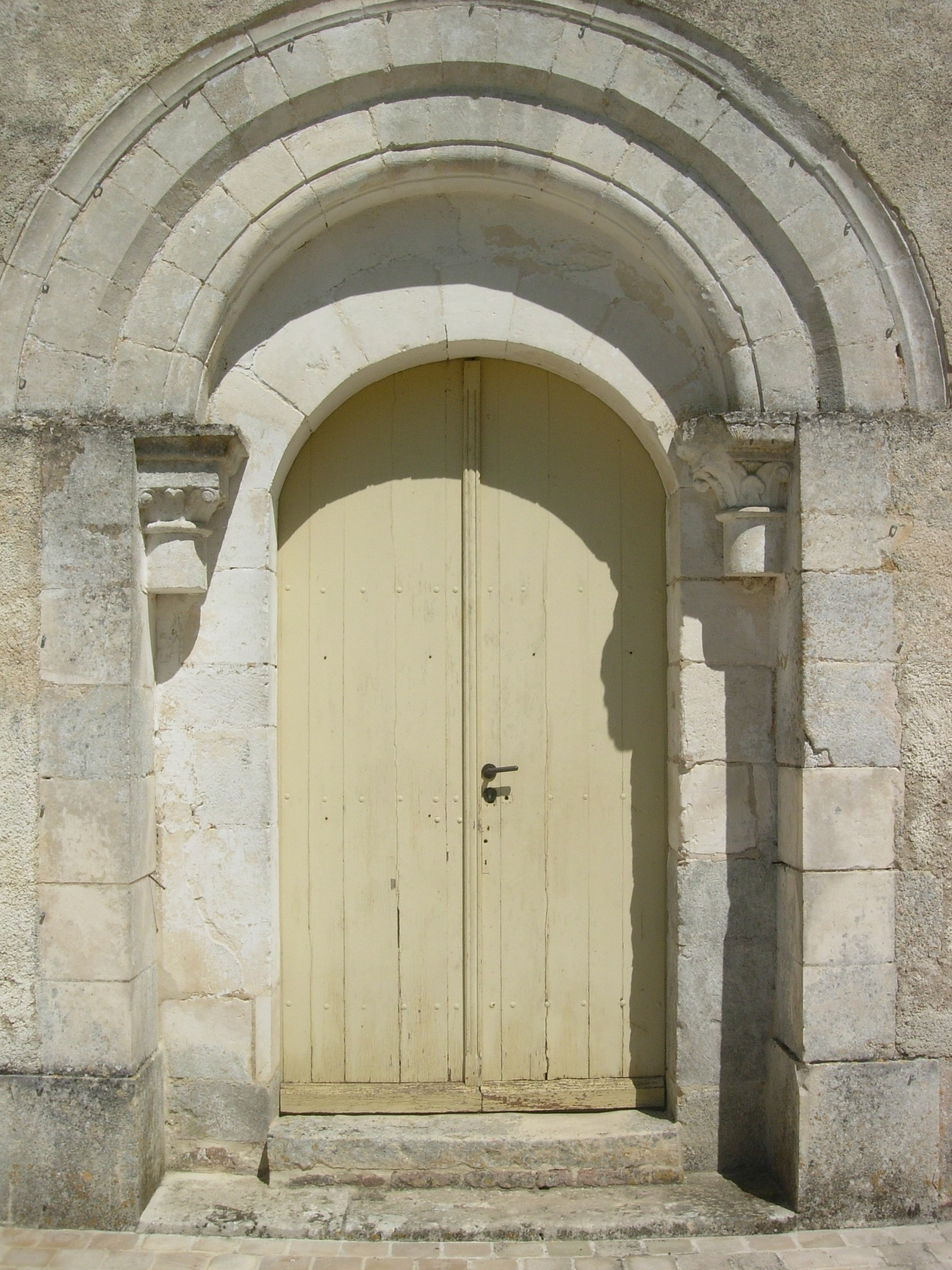
La porte romane de l'église.
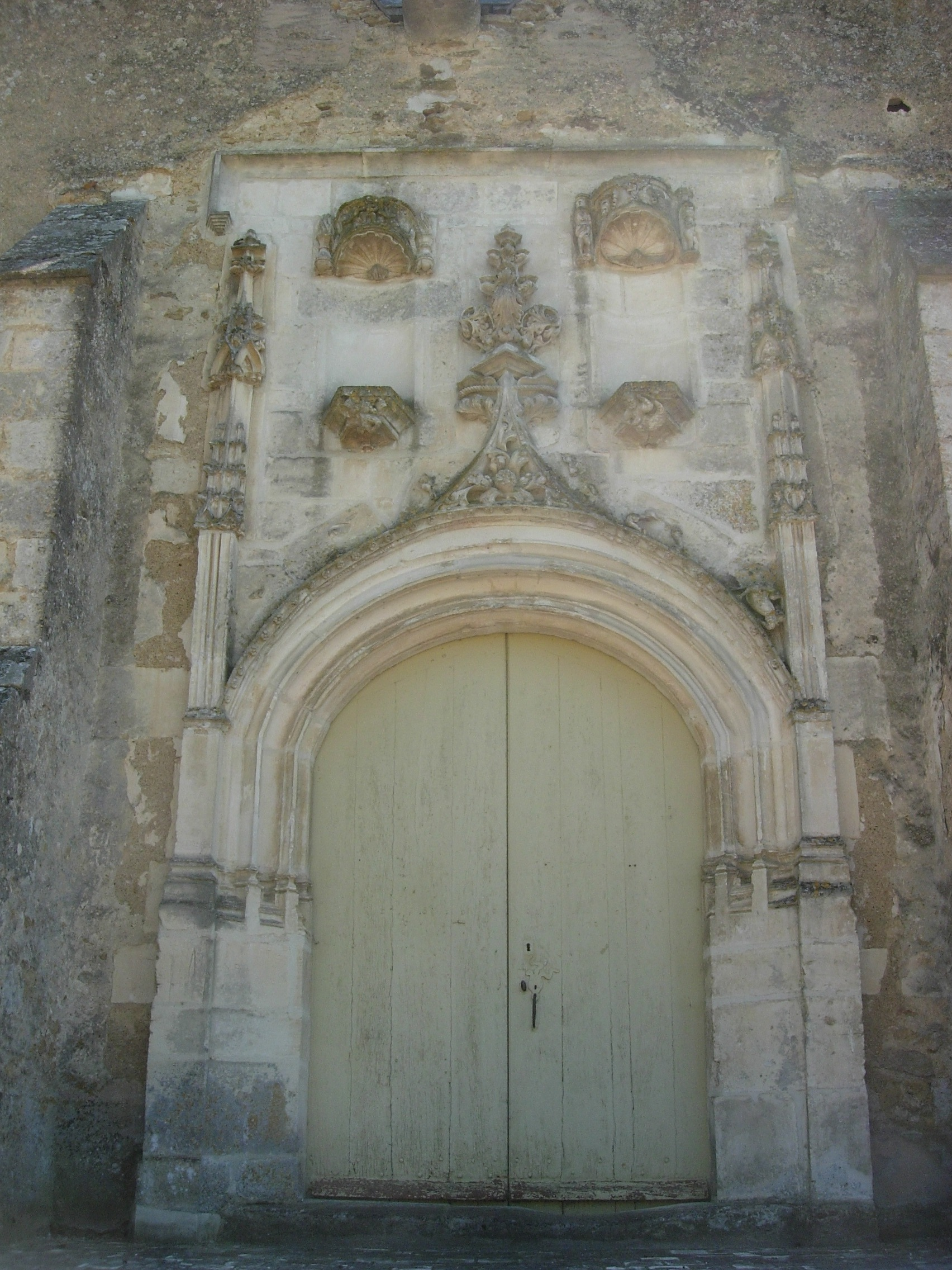
La porte gothique de l'église.
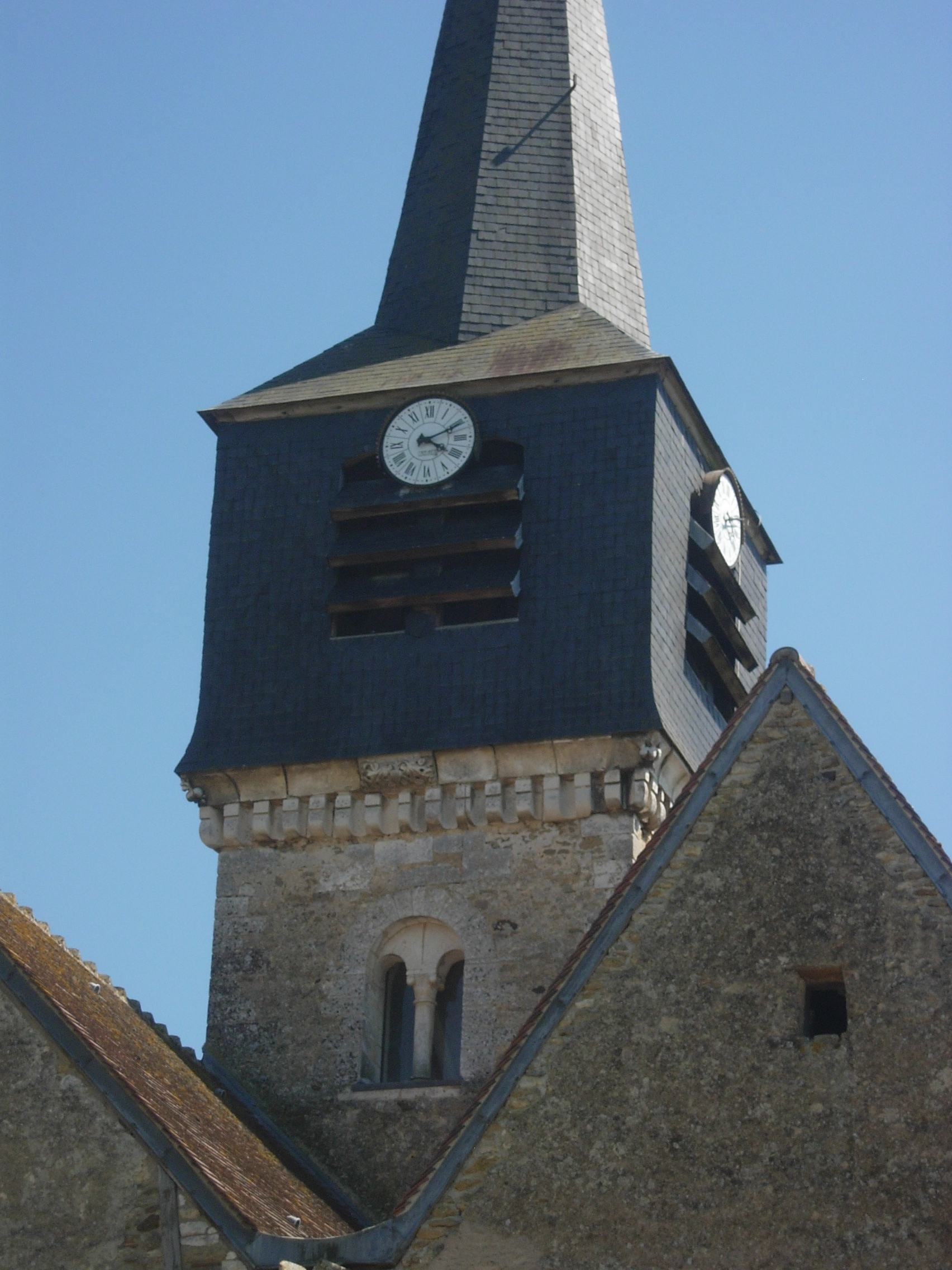
La tour romane de l'église.
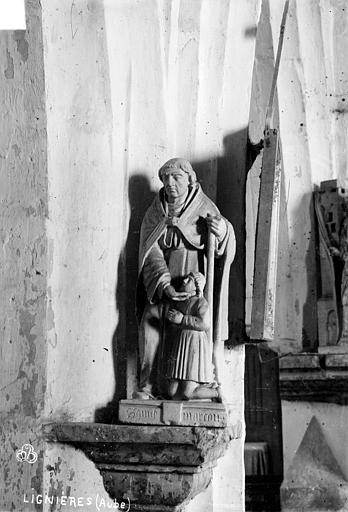
Statuette de saint Marcou[2].
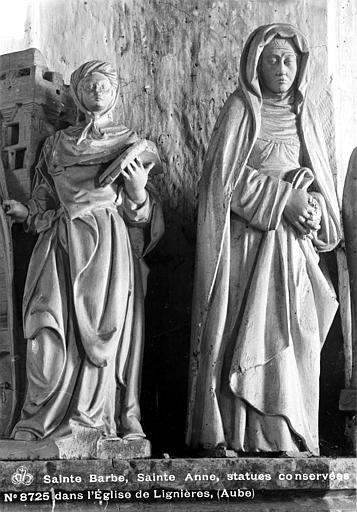
Statue en pierre, sainte Anne et sainte Barbe[3].

## Historique
L'édifice a été inscrit sur l'inventaire supplémentaire des monuments historiques par arrêté du 17 mars 1925 et le portail classé le 13 janvier 1938.
L'église a bénéficié d'un soutien de la Fondation pour la sauvegarde de l'art français pour les premiers travaux d'urgence en 1986.